# الکساندرا لوئی-ماری
الکساندرا لوئی-ماری (فرانسوی: Alexandra Louis-Marie‎؛ زادهٔ ۳ مارس ۱۹۹۶) شمشیرباز زن اهل فرانسه است.